# Trades Union Congress
Der Trades Union Congress (TUC) ist ein gewerkschaftlicher Dachverband in Großbritannien. Er vereint 65 Gewerkschaften mit ca. 6,5 Millionen Mitgliedern. Generalsekretär ist seit dem 29. Dezember 2022 Paul Nowak. Seine Vorgängerin war Frances O’Grady.
Der TUC ist Mitglied des Internationalen Gewerkschaftsbundes (IGB) und des Europäischen Gewerkschaftsbundes (EGB). In der Mitgliederliste des IGB wird die Mitgliedschaft mit 5.977.178 angegeben (Stand: November 2017).

## Geschichte
Der Trades Union Congress, kurz TUC, wurde in den 1860er Jahren als Koordinationsgremium der britischen Gewerkschaften (Trade Unions) gegründet. Sein unmittelbarer Vorläufer war die United Kingdom Alliance of Organised Trades, das erste Treffen unter dem Kürzel „Trades Union Congress“ fand 1868 in Manchester statt. Anders als in Deutschland, wo Gewerkschaften oft als Anhang politischer Parteien entstanden, war in Großbritannien die seit dem 18. Jahrhundert existierende Gewerkschaftsbewegung treibende Kraft bei der Etablierung einer Arbeiterpartei. Enttäuscht von bisherigen liberalen Bündnispartnern im Parlament schuf sich der TUC 1905 ein „Labour Representation Committee“ (LRC), aus dem sich später die bis heute bestehende Labour Party entwickelte.
Während des Ersten Weltkrieges waren Delegierte des TUC Teil des War Emergency Workers National Committee, in dem die britische Arbeiterbewegung ihre Antworten auf die Umwälzungen der Kriegswirtschaft formulierte. Trotz unterschiedlicher Positionen zwischen totaler Ablehnung oder bedingungsloser Befürwortung des Weltkrieges kam es infolge des Krieges nicht zur Spaltung der Gewerkschaftsbewegung. Im Gegenteil stärkte der Weltkrieg die Stellung der Gewerkschaften im politischen System des Landes, denn ohne die organisierte Arbeitskraft wären die Herausforderungen der Kriegswirtschaft nicht zu bewältigen gewesen. Im britischen Generalstreik von 1926 zeigte sich dieses gewachsene Selbstbewusstsein, ebenso in vom TUC unterstützen Labour-Regierungen, zum ersten Mal 1929–1931 unter Ramsay MacDonald. Einen ähnlichen Statusgewinn erzielte der TUC durch die Kriegsanstrengungen des Zweiten Weltkrieges, der ebenfalls 1945 zur Wahl einer Labour-Regierung führte.
Der Aufbau eines britischen Wohlfahrtsstaates seitdem geht auf Forderungen und Initiativen des TUC und seiner Gewerkschaften zurück. Seit 1979 jedoch geriet der TUC mit der Regierung von Margaret Thatcher, die einen Frontalangriff auf die gesellschaftliche Stellung der Gewerkschaften fuhr, zunehmend ins Abseits. Durch die Entwicklung der Labour Party hin zu „New Labour“ mit einer zunehmend wirtschaftsliberalen Ausrichtung ist dem TUC zudem der lange wirksame parlamentarische Arm abhandengekommen.

## Funktion und Arbeitsweise
Das Hauptentscheidungsorgan der TUC ist der einmal im Jahr, normalerweise im September, stattfindende Kongress. Alle zwischen den Kongressen anfallenden Entscheidungen werden von den 56 Mitgliedern des General Council getroffen. Dieses tagt in der Regel alle zwei Monate. In der ersten Nach-Kongress Sitzung des General Council wählt dieses das Executive Committee und den Präsidenten der TUC.
Das Executive Committee ist für die Umsetzung der Entscheidungen, die Finanzen und das Tagesgeschäft zuständig.
Der Präsident leitet die Sitzungen des General Council und des Executive Committee und wird vom General Secretary beraten.
Der General Secretary vertritt die TUC gegenüber der Öffentlichkeit und anderen Organisationen.

## Mitgliedsgewerkschaften

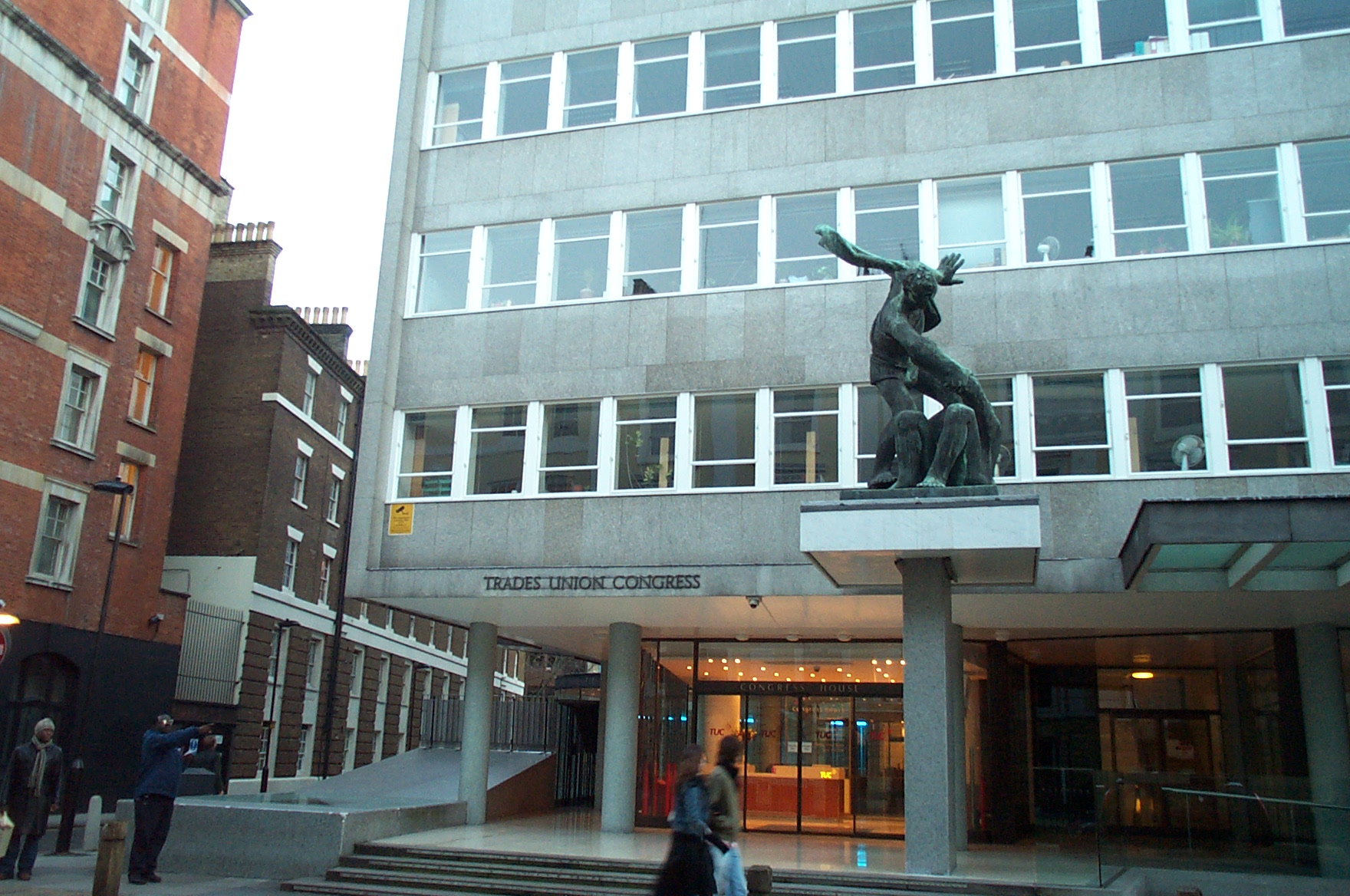
Sitz des TUC

Die Mitglieder des TUC sind:

### A
- The Abbey National Group Union (ANGU)
- ACCORD
- Alliance and Leicester Group Union of Staff (ALGUS)
- AMICUS
- Aspect (Association of Professionals in Education and Children's Trusts) [formerly National Association of Educational Inspectors, Advisers and Consultants (NAEIAC)]
- Associated Society of Locomotive Engineers and Firemen (ASLEF)
- Association for College Management (ACM)
- Association of Educational Psychologists (AEP)
- Association of Flight Attendants (AFA)
- Association of Teachers and Lecturers (ATL)

### B
- Bakers, Food and Allied Workers Union (BFAWU)
- Britannia Staff Union (BSU)
- British Airline Pilots Association (BALPA)
- British Association of Colliery Management – Technical, Energy and Administrative Management (BACM-TEAM)
- British Dietetic Association (BDA)
- British and Irish Orthoptic Society (BOS)
- Broadcasting, Entertainment, Cinematograph and Theatre Union (BECTU)

### C
- Card Setting Machine Tenters Society (CSMTS)
- Chartered Society of Physiotherapy (CSP)
- Communication Workers Union (CWU)
- Community
- Community and District Nursing Association (CDNA)
- The Community and Youth Workers' Union (CYWU)
- Connect

### D
- Derbyshire Group Staff Union
- Diageo Staff Association

### E
- Educational Institute of Scotland (EIS)
- Engineering and Fastener Trade Union (EFTU)
- EQUITY

### F
- FDA
- Fire Brigades Union (FBU)

### G
- General Union of Loom Overlookers (GULO)
- GMB

### H
- Hospital Consultants and Specialists Association (HCSA)

### M
- Musicians’ Union (MU)

### N
- NAPO
- National Association of Colliery Overmen, Deputies and Shotfirers (NACODS)
- National Association of Co-operative Officials (NACO)
- National Association of Schoolmasters Union of Women Teachers (NASUWT)
- National Union of Domestic Appliances and General Operatives (NUDAGO)
- National Union of Journalists (NUJ)
- National Union of Mineworkers (NUM)
- National Union of Teachers (NUT)
- National Union of Rail, Maritime and Transport Workers (RMT)
- Nationwide Group Staff Union (NGSU)
- Nautilus International

### P
- Prison Officers Association (POA)
- Professional Footballers’ Association (PFA)
- Prospect
- Public and Commercial Services Union (PCS)

### S
- Sheffield Wool Shear Workers Union (SWSWU)
- SKISA (Skipton Staff Association)
- Society of Chiropodists and Podiatrists (SCP)
- Society of Radiographers (SoR)

### T
- Transport and General Workers Union (T&G)
- Transport Salaried Staffs' Association (TSSA)

### U
- UBAC (Union for Bradford and Bingley Staff and Staff in Associated Companies)
- Undeb Cenedlaethol Athrawon Cymru (UCAC)
- Union of Construction, Allied Trades and Technicians (UCATT)
- Union of Shop, Distributive and Allied Workers (USDAW)
- UNISON
- United Road Transport Union (URTU)
- Unity (ceramics industry workers, formerly CATU)
- University and College Union (UCU)

### W
- The Writers’ Guild of Great Britain (WGGB)

### Y
- Yorkshire Independent Staff Association (YISA)